# Zakaria Zerouali
Zakaria Zerouali (en arabe: زكرياء الزروالي), né le 24 mai 1978 à Berkane et mort le 3 octobre 2011, est un footballeur international marocain. Il évoluait au poste de défenseur latéral gauche au sein du Raja Club Athletic.

## Biographie
Zakaria Zerouali reçoit sa première et dernière sélection en équipe du Maroc, le 14 novembre 2009, lors d'un match face au Cameroun.
Il est sacré champion du Maroc à deux reprises avec le Raja Club Athletic et il remporte la Ligue des champions arabe en 2006 avec ce club.
Zakaria décède à Casablanca le 3 octobre 2011, après une hospitalisation de 30 heures dont les causes sont toujours incertaines (voyages en Afrique sans vaccins, fièvre...), une large vague de soutien se manifeste de la part des supporters et des joueurs à la famille du défunt. 

## Statistiques
| Matches internationaux de Zakaria Zerouali | Matches internationaux de Zakaria Zerouali | Matches internationaux de Zakaria Zerouali     | Matches internationaux de Zakaria Zerouali | Matches internationaux de Zakaria Zerouali | Matches internationaux de Zakaria Zerouali | Matches internationaux de Zakaria Zerouali | Matches internationaux de Zakaria Zerouali |
| 0                                          | Date                                       | Lieu                                           | Adversaire                                 | Score                                      | Résultats                                  | Compétitions                               |                                            |
| ------------------------------------------ | ------------------------------------------ | ---------------------------------------------- | ------------------------------------------ | ------------------------------------------ | ------------------------------------------ | ------------------------------------------ | ------------------------------------------ |
| 1                                          | 17 novembre 2004                           | Complexe sportif Moulay-Abdallah, Rabat, Maroc | Burkina Faso                               | —                                          | 4-0                                        | Match amical                               |                                            |
| 2                                          | 14 novembre 2009                           | Complexe sportif de Fès, Fès, Maroc            | Cameroun                                   | —                                          | 0-2                                        | Éliminatoires Coupe du monde 2010          |                                            |

## Carrière
- 1998-2002 :  Renaissance de Berkane
- 2002-2005 :  MC Oujda
- 2005-2011 :  Raja Club Athletic[2],[3]

## Palmarès
Raja Club Athletic
- Championnat du Maroc :
  - Champion en 2009 et 2011.
- Ligue des Champions arabes
  - Vainqueur en 2006.